# Trigonoptera nervosa
Trigonoptera nervosa är en skalbaggsart som först beskrevs av Francis Polkinghorne Pascoe 1867.  Trigonoptera nervosa ingår i släktet Trigonoptera och familjen långhorningar. Inga underarter finns listade i Catalogue of Life.